# اوکراینا (استان آمور)
اوکراینا (به لاتین: Ukraina) یک منطقهٔ مسکونی در روسیه است که در استان آمور واقع شده‌است.